# 分子内反応
分子内反応とは一分子中の活性を持った構造が同じ分子内の他の構造と反応することである。

## 例
- カニッツァーロ反応 - 分子内ヒドリド移動を伴う

- コニア-エン反応（Conia–Ene Reaction）

- ディークマン反応

- ポーソン・カンド反応